# Midnight Star
Midnight Star ist eine Synth-Funkband der 1980er Jahre mit R&B-Einflüssen.

## Bandgeschichte
Die Gruppe wurde 1976 an der Kentucky State University von Reginald Calloway (Trompete), seinem Bruder Vincent (Posaune) und der Sängerin Belinda Lipscomb gegründet. Ihr erstes Album The Beginning wurde 1980 von RCA Records veröffentlicht. Dabei wirkte die Studioband der Plattenfirma mit. 1981 schaffte es das zweite Album Standing Together auf Platz 54 der US-R&B-Charts. 1982 wechselte Midnight Star zum Label Solar Records, unter dem das dritte Studioalbum Victory erschien. Zu dieser Zeit hatte sich das Trio bereits zu einer kompletten Band aufgebaut. Zu ihr gehörten Melvin Gentry (Gitarre), Kenneth Gant (Bass), Bobby Lovelace (Schlagzeug), der Multiinstrumentalist Bill Simmons und der Keyboarder Bo Watson.
Da die Calloways geschickt in Sachen Produktion waren, dauerte es nicht lange, bis Midnight Star Erfolg beim afroamerikanischen Publikum hatte und mit den Singles Hot Spot und I’ve Been Watching You erfolgreich in die R&B Charts einzog. Das vierte Album No Parking on the Dance Floor kam 1983 heraus. Sowohl das Album als auch die Auskopplung Freak-a-Zoid schafften es jeweils auf Platz 2 der R&B-Charts und brachten dem Album Platin-Status. Die Single Operator aus dem fünften Album Planetary Invasion erreichte schließlich Platz 1 der R&B Charts und war der größte Single-Erfolg der Gruppe, die LP selbst schaffte es auf Platz 7.
1986 folgte das letzte Album, an dem die Calloways mitwirkten. Es trug den Namen Headlines und schaffte es ebenfalls auf Platz 7 der R&B Charts. Die Calloways verließen die Band 1988 und gründeten das Duo Calloway. Im selben Jahr erschien das Album Midnight Star, das nur auf bis Platz 14 der R&B-Charts kam. Nach der letzten Platte, Work It Out aus dem Jahr 1990, die mit Platz 41 in der R&B-Hitliste vergleichsweise erfolglos war, löste sich die Formation 1990 vorübergehend auf. 2000 folgte die Reunion, zwei Jahre später eine neue CD. Bis heute tritt die Band live auf.

## Diskografie
Studioalben

| Jahr | Titel                         | Höchstplatzierung, Gesamtwochen, AuszeichnungChartplatzierungen (Jahr, Titel, Platzierungen, Wochen, Auszeichnungen, Anmerkungen) | Höchstplatzierung, Gesamtwochen, AuszeichnungChartplatzierungen (Jahr, Titel, Platzierungen, Wochen, Auszeichnungen, Anmerkungen) | Höchstplatzierung, Gesamtwochen, AuszeichnungChartplatzierungen (Jahr, Titel, Platzierungen, Wochen, Auszeichnungen, Anmerkungen) | Höchstplatzierung, Gesamtwochen, AuszeichnungChartplatzierungen (Jahr, Titel, Platzierungen, Wochen, Auszeichnungen, Anmerkungen) | Anmerkungen                                                                     |
| Jahr | Titel                         | DE | UK | US | R&B | Anmerkungen                                                                     |
| ---- | ----------------------------- | --- | --- | --- | --- | ------------------------------------------------------------------------------- |
| 1981 | Standing Together             | — | — | — | R&B54 (5 Wo.)R&B | Erstveröffentlichung: September 1981 Produzent: Leon Sylvers III, Midnight Star |
| 1982 | Victory                       | — | — | — | R&B58 (11 Wo.)R&B | Erstveröffentlichung: August 1982 Produzenten: Midnight Star, Reginald Calloway |
| 1983 | No Parking on the Dance Floor | — | — | US30 ×2Doppelplatin · (96 Wo.)US                                                                                                  | R&B2 (80 Wo.)R&B | Erstveröffentlichung: Juni 1983 Produzent: Reginald Calloway                    |
| 1984 | Planetary Invasion            | — | UK85 (2 Wo.)UK | US32 Gold · (32 Wo.)US | R&B7 (36 Wo.)R&B | Erstveröffentlichung: November 1984 Produzent: Reginald Calloway                |
| 1986 | Headlines                     | — | UK42 (4 Wo.)UK | US56 Gold · (27 Wo.)US | R&B7 (33 Wo.)R&B | Erstveröffentlichung: Mai 1986 Produzenten: Midnight Star, Reginald Calloway    |
| 1988 | Midnight Star                 | — | — | US96 (15 Wo.)US | R&B14 (29 Wo.)R&B | Erstveröffentlichung: Oktober 1988 Produzenten: Midnight Star                   |
| 1990 | Work It Out                   | — | — | — | R&B41 (20 Wo.)R&B | Erstveröffentlichung: Juni 1990 Produzenten: Midnight Star                      |

Weitere Studioalben
- 1980: The Beginning
- 2002: 15th Avenue